# Manigod
Manigod ist eine französische Gemeinde im Département Haute-Savoie in der Region Auvergne-Rhône-Alpes.

## Geographie
Manigod liegt auf 950 m, südöstlich von Thônes, etwa 20 Moulins (Allier) Rue de Bourgogne 126 099.jpg ostsüdöstlich der Stadt Annecy (Luftlinie). Das Bergdorf erstreckt sich in den Bornes-Alpen, am sonnenexponierten nördlichen Talhang des Vallée de Manigod, rund 200 m über dem Bachbett des Fier, am Fuß der Aravis-Kette.
Die Fläche des 44,12 km² großen Gemeindegebiets umfasst einen Abschnitt der Bornes-Alpen und den gesamten oberen Einzugsbereich des Fier. Dieser entspringt am Nordabhang des Mont Charvin und fließt zunächst nach Norden und dann nach Westen durch das Vallée de Manigod, ein charakteristisches Kerbtal mit relativ steilen Hängen, die durch verschiedene Erosionsrinnen untergliedert werden. Das Vallée de Manigod wird im Süden von der Montagne de Sulens (1839 m), im Norden von den Höhen beim Col de la Croix Fry flankiert. Auch das jenseits der Wasserscheide gelegene Gebiet von L’Étale gehört zu Manigod. Die östliche Grenze verläuft auf der hohen Kette der Aravis mit ihren felsigen Berggipfeln. Von Südwesten nach Nordosten folgen sich Mont Charvin (2407 m), Tête de l’Aup (2129 m), Pointe de Mandallaz (2277 m), L’Étale (mit 2484 m die höchste Erhebung von Manigod) und Pointe de Merdassier (2313 m).
Zu Manigod gehören neben dem eigentlichen Ortskern auch verschiedene Weilersiedlungen und Gehöfte, darunter: 
- Villard-Dessous (870 m) am nördlichen Talhang des Vallée de Manigod
- Villard-Dessus (950 m) am nördlichen Talhang des Vallée de Manigod
- Montpellaz (1080 m) am nördlichen Talhang des Vallée de Manigod
- Les Choseaux (960 m) auf einem Geländevorsprung über dem Fier
- Joux (972 m) am nördlichen Talhang des Vallée de Manigod
- Plan des Berthats (1110 m) am südlichen Talhang des Vallée de Manigod
- Tournance (980 m) im hinteren Teil des Vallée de Manigod
- La Charmette (1060 m) im hinteren Teil des Vallée de Manigod am Fuß der Aravis-Kette
- L’Étale (1500 m), eine Wintersportstation auf dem Col de Merdassier

Nachbargemeinden von Manigod sind Thônes und La Clusaz im Norden, La Giettaz, Saint-Nicolas-la-Chapelle und Ugine im Osten, Le Bouchet-Mont-Charvin und Serraval im Süden sowie Les Clefs im Westen.

## Geschichte
Als sich Frankreich im Zweiten Weltkrieg unter deutscher Besatzung befand, hatte die Résistance in der Umgebung von Manigod ein Ausbildungslager für die Guerillakriegsführung.

## Bevölkerung
| Jahr                       | 1962 | 1968 | 1975 | 1982 | 1990 | 1999 | 2006 | 2011 | 2020 |
| Einwohner                  | 694  | 583  | 508  | 538  | 636  | 789  | 924  | 1023 | 999  |
| Quellen: Cassini und INSEE |      |      |      |      |      |      |      |      |      |

Mit 1006 Einwohnern (Stand 1. Januar 2022) gehört Manigod zu den kleinen Gemeinden des Départements Haute-Savoie. Im Verlauf des 19. und 20. Jahrhunderts nahm die Einwohnerzahl aufgrund starker Abwanderung kontinuierlich ab (1861 wurden in Manigod noch 1386 Einwohner gezählt). Seit Mitte der 1980er Jahre wurde jedoch wieder eine deutliche Bevölkerungszunahme verzeichnet.

## Sehenswürdigkeiten
Die Pfarrkirche Saint-Pierre wurde 1690 erbaut, 1887 vergrößert und 1987 letztmals umfassend restauriert. Fast jeder Weiler besitzt eine Kapelle, wobei die ältesten aus dem 17. Jahrhundert (Tournance) und 18. Jahrhundert (Plan des Berthats und Montpellaz) stammen. Manigod und seine Weiler zeichnen sich durch zahlreiche Häuser in der traditionellen Chalet-Bauweise aus.

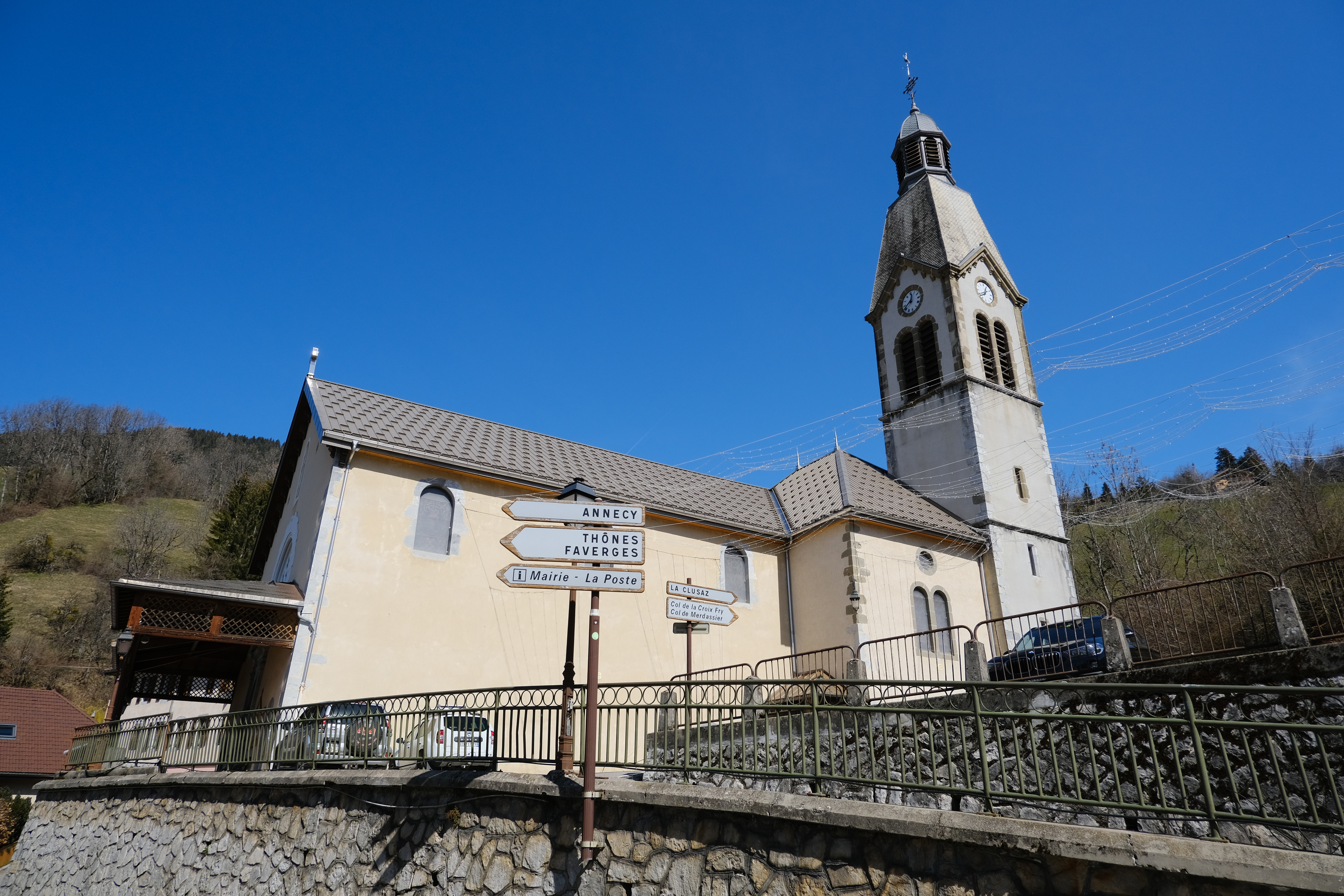
Kirche Saint-Pierre
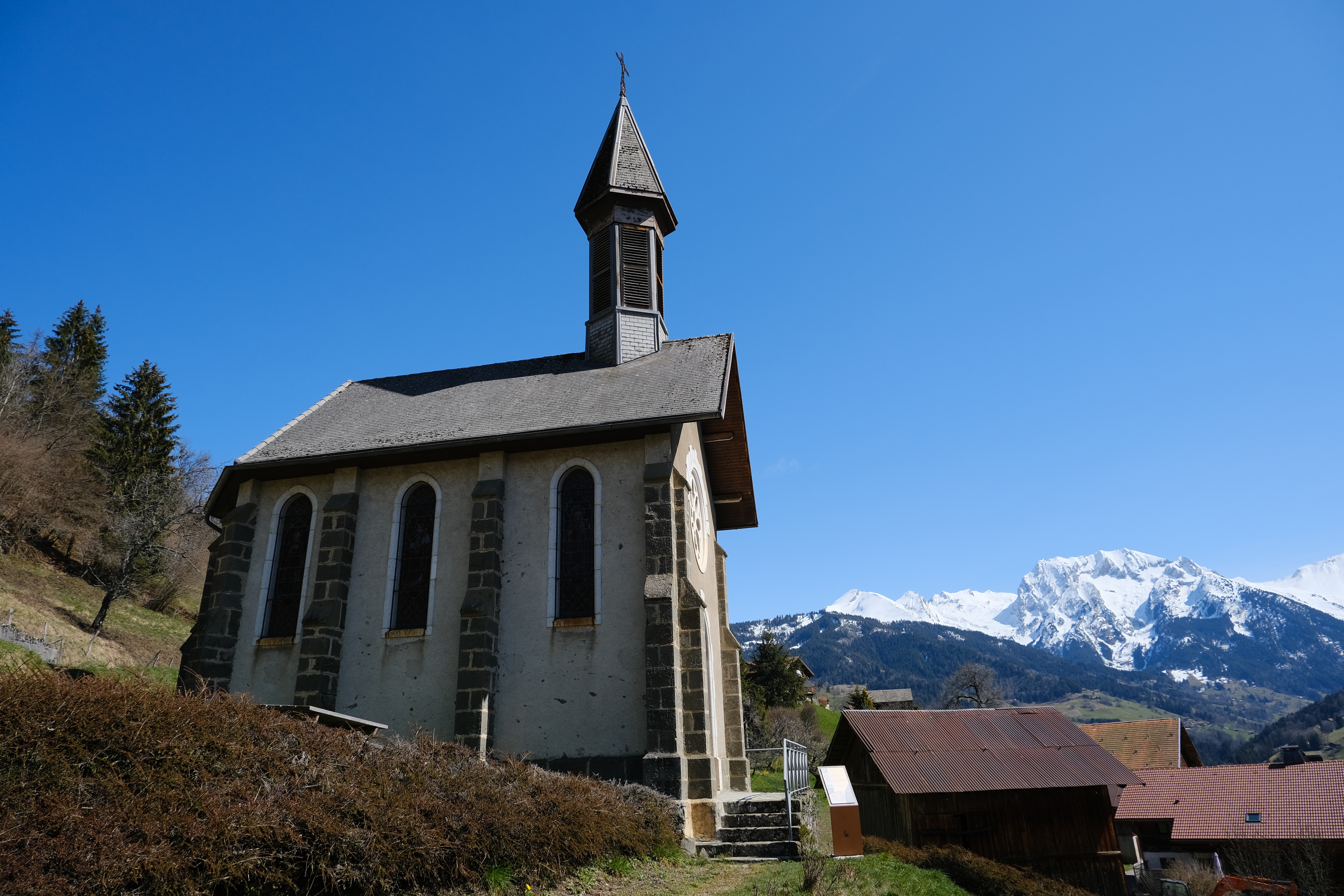
Kapelle in Weiler Villard-Dessous
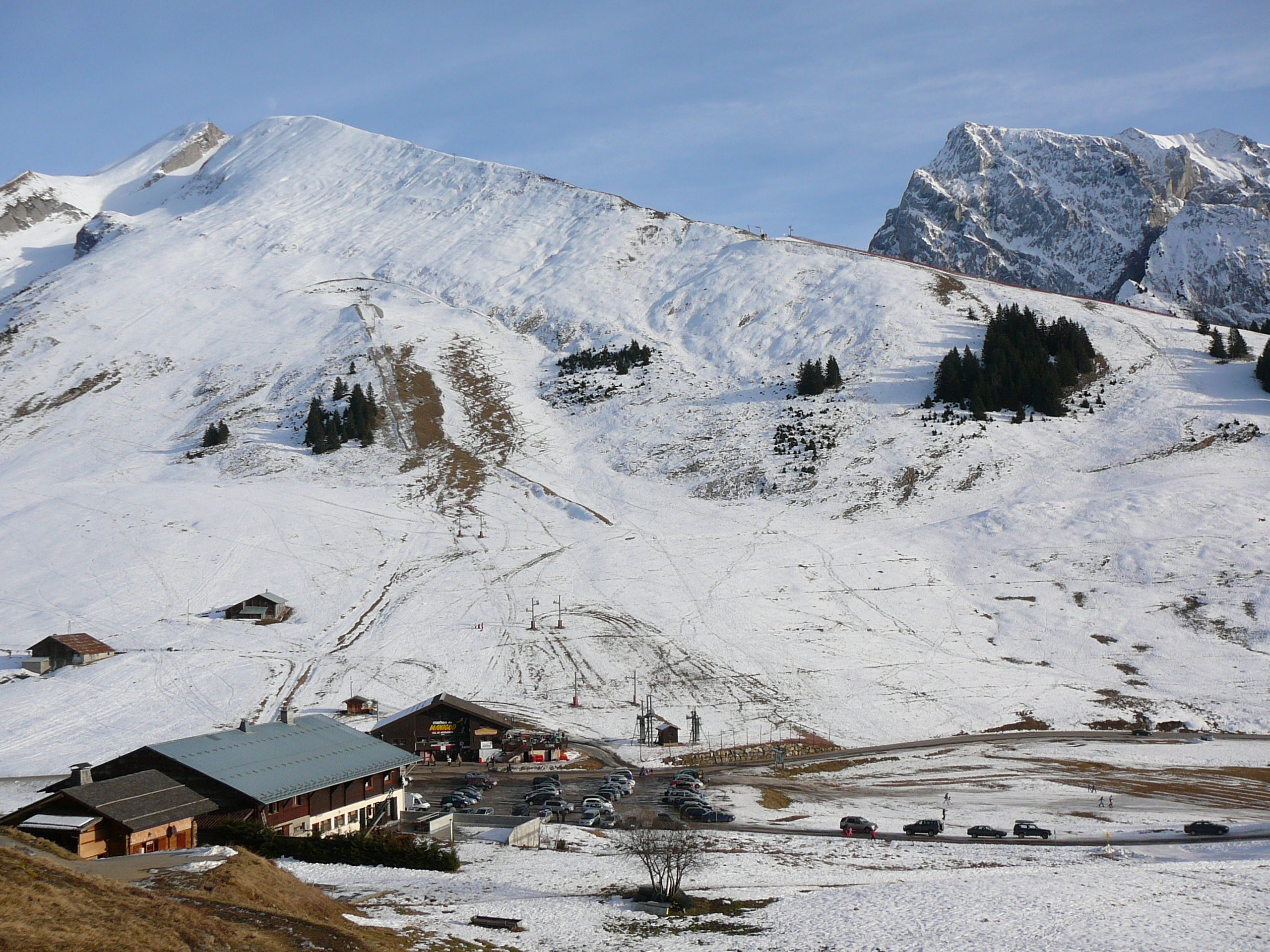
Skistation

## Wirtschaft und Infrastruktur
Manigod war bis weit ins 20. Jahrhundert hinein ein vorwiegend durch die Landwirtschaft und Alpwirtschaft geprägtes Dorf. Heute gibt es verschiedene Betriebe des Kleingewerbes. Viele Erwerbstätige sind Wegpendler, die in den größeren Ortschaften der Umgebung ihrer Arbeit nachgehen. In den letzten Jahrzehnten profitierte Manigod dank seiner Nähe zum Wintersportort La Clusaz im Bornes-Massiv ebenfalls vom Tourismus. Die auf dem Gemeindegebiet liegenden Bergbahnen und Skilifte von L’Étale gehören zum Skigebiet von La Clusaz.
Die Ortschaft liegt abseits der größeren Durchgangsstraßen. Die Hauptzufahrt erfolgt von Thônes durch das Tal des Fier. Eine weitere Straßenverbindung besteht über den Col de la Croix Fry (1467 m) mit La Clusaz.